# اوتسوری گوشی
اوتسوری گوشی (به ژاپنی: 移腰)-(به انگلیسی: Utsuri goshi) یکی از فنون و تکنیک‌های دستهٔ ناگه-وازا رشتهٔ ورزشی جودو است که در زیردستهٔ کوشی-وازا دسته‌بندی می‌شود.